# علیخان کچکول (هیرمند)
علیخان کچکول، روستایی است از توابع بخش مرکزی شهرستان هیرمند در استان سیستان و بلوچستان ایران.

## جمعیت
این روستا در دهستان دوست‌محمد قرار داشته و براساس سرشماری سال ۱۳۸۵جمعیت آن ۲۳۳نفر (۵۳خانوار) بوده‌است.